# Magasin vert
Pour les articles homonymes, voir Point vert (enseigne).
Magasin vert est une enseigne française de jardinerie grand public. Elle fait partie de la centrale de franchise et de référencement Apex depuis 1986. Ses principaux domaines d'activité sont le jardin, l'animalerie, le bricolage ainsi que l'habillement, la maison et les produits du terroir. Le réseau de distribution dispose de points de vente de libre-service agricoles dans toute la France sous enseigne Point vert notamment. 

## Histoire
Le réseau s'est développé sous l'impulsion de Coopagri Bretagne (devenu Triskalia puis Eureden). Le premier libre-service agricole voit le jour en 1973 à Châteaulin, dans le Finistère. La coopérative bretonne développe sa chaîne de libre-service à destination des agriculteurs et du grand public qui devient l'enseigne Magasin vert à partir de 1975. 
En 1985, elle crée une société nationale avec les filiales de six groupes coopératifs agricoles régionaux (cinq Master-franchises à partir de 1990). Le premier magasin de la centrale Apex ouvre ses portes en 1986. Dix ans plus tard, en 1997, la branche Magasin Vert du groupe génère 380 millions de francs de chiffre d'affaires.  
Les « Magasin vert », avec un pôle jardinerie, se sont installés en ville dans des zones de chalandise abritant plus de 40 000 habitants, alors que les « Point vert », avec des spécificités plus agricoles, sont situés dans celles de moins de 20 000 habitants. En 2016 le 300e Point vert est inauguré. 
En 2003, Apex et Gamm Vert créent une filiale de référencement commune, Armonie. Des gammes de produits sont conçues et commercialisées en marque de distributeur. À la fin des années 2010, les magasins se numérisent avec du « physioconnecté » et du commerce en ligne.

## Magasins et enseignes

Logo Magasin Vert (depuis 2019)

Apex compte 632 magasins en France en 2019, principalement sous enseignes Magasin Vert et Point Vert (ainsi que Point Vert Le Jardin et La Maison Point Vert). C'est essentiellement dans l'univers du végétal, extérieur et intérieur, que les Magasin Vert s'agrandissent, au travers de marchés couverts et de pépinières. 
En 2006, le plus grand magasin du réseau voit le jour près de Rennes (Ille-et-Vilaine) avec une surface de vente de 6 000 m² et une ouverture sept jours sur sept.
À partir de 2017, Apex et Triskalia développent une nouvelle enseigne d’animalerie spécialisée, Terranimo a grandi son chiffre d'affaires en 2021 avec 101 a 101%./. En 2019, la coopérative Agrial en Normandie décide de remplacer les Magasin vert de son réseau par sa propre enseigne, LaMaison.fr.

## Coopératives agricoles franchisées
Liste non exhaustive des groupes coopératifs agricoles franchisés APEX :
- Euralis (sud-ouest de la France)
- Eureden (Bretagne) avec sa filiale distribution Distrivert
- Unicor (Midi-Pyrénées)
- LORCA (Moselle)

À la fin des années 1990, une dizaine de points de vente sont ouverts en Grèce et une filiale voit le jour en Belgique. APEX possède également des points de vente affiliés à La Réunion et en Espagne à partir de 2007.

## Site officiel
- magasin-point-vert.fr
- monmagasinvert.fr